# 마틴 프로비셔
마틴 프로비셔 경(Martin Frobisher,  1535/1539c. – 1594년 11월 22일)은 신대륙에서 북서항로를 찾기 위해 세 번의 항해를 한 잉글랜드의 해군 선장이자 사략 선장이었다. 그는 아마도 북동 캐나다 래브라도 근처의 레절루션섬을 목격한 후 프로비셔만으로 진입하여 오늘날의 배핀섬에 상륙했을 것이다.
두 번째 항해에서 프로비셔는 금광석이라고 생각한 것을 발견하고 200톤200 쇼트톤 (180 t)을 세 척의 배에 싣고 본국으로 가져왔는데, 초기 분석 결과 톤당 5.20파운드(2024년 기준 톤당 £1,500에 해당)의 이익을 남길 것으로 추정되었다. 고무된 프로비셔는 더 큰 함대를 이끌고 캐나다로 돌아가 프로비셔만 주변에 여러 광산을 팠다. 그는 1,350톤의 광석을 잉글랜드로 가져왔지만, 수년간 제련한 결과 그 광석은 각섬석을 포함한 쓸모없는 암석이라는 것이 밝혀졌다. 잉글랜드의 사략 선장으로서 그는 프랑스 선박에서 부를 약탈했다. 그는 나중에 1588년 무적함대를 격퇴한 공로로 기사 작위를 받았다.

## 초기 생애
마틴 프로비셔는 아마도 1535년 또는 1536년에 앨토프츠의 상인 버나드 프로비셔와 고스웨이트의 마거릿 요크의 아들로 태어났다. 그는 1542년에 아버지가 일찍 사망했을 때 다섯 자녀 중 셋째였다. 가족은 그의 삼촌인 프랜시스 프로비셔의 보살핌을 받았다. 요크셔에서의 그의 초기 생애에 대해서는 거의 알려져 있지 않으며, 그의 교육은 초보적인 수준이었던 것으로 보인다. 더 나은 기회를 얻기 위해 어린 프로비셔는 1549년 런던으로 보내져 외삼촌인 존 요크 경과 함께 살았다. 요크는 부유하고 영향력 있는 머천트 테일러즈의 일원이었으며 왕실 정부와 중요한 관계를 맺고 있었다.
1553년, 토머스 윈덤은 세 척의 배와 140명의 선원을 이끌고 서아프리카로 가는 최초의 잉글랜드 원정을 이끌었다. 요크는 이 사업에 투자했고 프로비셔는 알려지지 않은 신분으로 함대에 동행했다. 마데이라 제도 근처에서 포르투갈 선박을 약탈한 후, 그들은 황금 해안에서 가장 성공적인 거래를 하여 잉글랜드 직물을 150파운드의 금과 교환했다. 더 남쪽으로 나아가 그들은 베닌에 도착하여 오바 오르호그부아와 멜라게타 후추 80톤에 대해 직접 협상했다. 처음에는 망설였지만, 오르호그부아는 거래에 동의했고 후추가 모이는 동안 질병이 잉글랜드 선원들 사이로 퍼져 원정대장 윈덤을 포함한 많은 이들이 사망했다. 함대 전체를 운용할 충분한 선원이 부족하여 그들은 배 한 척을 포기하고, 떠나려는 공황 속에서 심지어 일부 원정대원들을 남겨두기까지 했다. 귀환 항해는 병들고 인원이 부족한 선원들에게 극도로 어려웠다. 또 다른 배가 침몰했고 남은 한 척의 배가 잉글랜드로 돌아왔을 때, 원래 140명의 선원 중 40명만이 살아남았다. 프로비셔는 생존자 중 한 명이었는데, 이는 프로비셔가 "위대한 정신과 대담한 용기, 그리고 타고난 육체의 강인함 [sic]"을 가지고 있었다는 요크의 평가를 확인시켜주는 것일지도 모른다.
두 척의 배와 100명의 목숨을 잃었음에도 불구하고, 1553년의 항해는 재정적으로 성공적인 것으로 간주되었고, 요크를 포함한 투자자들은 1554년 포르투갈 기니로의 또 다른 무역 원정을 후원했다. 첫 경험에도 불구하고 프로비셔는 새로운 원정에 참여하여 요크의 무역 대리인인 존 베린의 견습 상인으로 일했다. 세 척의 배는 1554년 11월 존 로크의 지휘 아래 다트머스를 떠났다. 이것은 프로비셔가 로크 가문과 처음 알게 된 계기였을 수 있으며, 이 관계는 그의 미래에 중요한 역할을 할 것이다.
7주간의 항해 끝에 그들은 오늘날 라이베리아의 체스토스강 근처에서 처음 육지에 상륙했다. 그들은 상당량의 후추를 거래한 후 서아프리카 금 무역 중심지인 황금 해안으로 향했다. 현지 정부는 선의의 협상을 보장하기 위해 인질을 제공하기 전까지는 잉글랜드인과 거래하기를 거부했다. 프로비셔는 인질로 자원했고 논의는 진행될 수 있었다. 그러나 그들이 거래를 마무리하기 전에, 포르투갈 선박이 해안에 나타나 잉글랜드 함대에 포격을 가했다. 원정대는 프로비셔를 버리고 다른 곳으로 가서 무역을 했고, 결국 귀중한 금, 후추, 상아를 싣고 잉글랜드로 돌아왔다. 그의 아프리카인 포획자들은 프로비셔를 미나의 포르투갈 무역항으로 넘겼고, 그곳에서 그는 상조르즈 다 미나성에 투옥되었다. 9개월 정도 후, 포르투갈 당국은 그를 포르투갈로 보냈고, 그곳에서 그는 마침내 1558년경 잉글랜드로 돌아왔다.

## 사략선 선장과 해적
프로비셔가 포르투갈에서 돌아온 경위와 시점은 불분명하다. 그의 석방을 확보하기 위한 외교적 또는 재정적 노력의 흔적은 없으며, 아마도 포르투갈인들은 더 이상 하위 정치범을 붙잡아 둘 이점이 없다고 보았을 것이다. 프로비셔는 석방 직후 다시 바다로 나갔음에 틀림없다. 1559년경 그는 잉글랜드인 인질 앤서니 해먼드를 석방시키기 위해 바르바리 해안으로 항해를 이끌었다는 일부 증거가 있다. 같은 해 9월, 유명한 해적, 헨리 스트레인즈웨이스는 법정에서 프로비셔가 1555년에 그가 감금되었던 포르투갈의 미나 요새를 공격하고 약탈하려는 미수에 그친 음모의 일부였다고 증언했다.
1559년 9월 30일, 프로비셔는 요크셔의 미망인 이소벨 리처드와 결혼했는데, 그녀는 어린 두 자녀와 스나이스의 토머스 리고트와의 이전 결혼에서 상당한 정착금을 가지고 있었다. 그들의 가정 생활에 대해서는 거의 알려져 있지 않지만, 프로비셔는 자신의 사업에 자금을 대기 위해 그녀의 모든 유산을 사용한 후 1570년대 중반에 그녀와 그녀의 자녀들을 떠난 것으로 보인다. 이소벨은 1588년 빈민 구제소에서 사망했지만, 야심찬 선장은 이를 언급하지 않았다.
1563년, 프로비셔는 그의 형제 존 프로비셔와 동료 요크셔인 존 애플야드와 함께 사략 사업에 참여했다. 애플야드는 프랑스 가톨릭 당파의 선박을 나포할 사략면장을 받았고, 세 척의 선박으로 구성된 함대에 자금을 지원했다. 마틴 프로비셔는 한 척의 선박을 지휘했고 함대 사령관이었을 수도 있다. 1563년 5월까지 그들은 다섯 척의 프랑스 선박을 나포하여 플리머스 항구로 가져왔다. 프로비셔는 그의 배가 40명의 잉글랜드인 사망자를 낸 스페인 선박 나포에도 참여했기 때문에 추밀원 관리들에게 즉시 체포되었다. 이 공격의 지도자는 해적 토머스 코브햄이었는데, 그는 프로비셔에게 스페인 태피스트리와 와인 화물을 주었다. 이 물건들을 소유한 것이 프로비셔를 감옥에 가둘 충분한 증거가 되었다.
1564년에 프로비셔는 감옥에서 풀려났다. 1565년에 그는 메리 플라워(Mary Flower)와 윌리엄 백스터(William Baxter) 두 척의 배를 구입했다. 그의 진술된 의도는 기니 해안으로 가는 무역 탐사를 위해 배를 준비하는 것이었다. 이전 경험을 바탕으로 관리들은 그의 동기를 회의적으로 보았고, 폭풍우가 그를 스카버러로 몰고 갔을 때 그는 윌리엄 백스터와 함께 나포되었다. 그의 형제인 존 프로비셔는 메리 플라워의 선장이었고 체포를 피했다. 마틴 프로비셔는 다시 해사법원에 잠시 수감되었다.
1566년 10월 31일, 프로비셔는 면허 없이 바다로 나가지 않는다는 조건으로 다시 풀려났다. 1568년, 그는 망명 중인 샤티용 추기경을 위해 로버트 호(Robert)를 지휘했으며, 이 추기경은 최소 6척의 선박에 프랑스 해운을 약탈할 면허를 주었다. 잠시 동안 프로비셔는 존 호킨스, 윌리엄 윈터와 같은 다른 유명한 사략선 선장들과 교류했다. 그러나 프로비셔는 자신의 약탈 행위를 프랑스 가톨릭 선박에만 국한하지 않고 잉글랜드 상품을 실은 개신교 선박도 나포했다. 1569년, 그는 다시 해군 관리들에게 체포되어 플리트 감옥에, 그리고 마샬시에 투옥되었다. 해군 제독 에드워드 피엔스 드 클린턴과 국무장관 윌리엄 세실, 제1대 버리 경의 개입이 없었다면 그는 한동안 그곳에 머물렀을지도 모른다. 그들의 도움으로 프로비셔는 1570년 3월에 다시 풀려났다.
그의 석방 조건은 알려지지 않았지만, 프로비셔는 추밀원의 지시에 따라 특정 임무를 수행해야 했던 것으로 보인다. 1571년 10월, 그는 잉글랜드 해안을 따라 해적과 밀수꾼을 수색하기 위해 네 척의 배를 지휘하는 임무를 맡았다. 이 노력에서 성공을 거두었다는 표시는 없다. 1572년, 그는 데스몬드 반란에 대한 잉글랜드군의 작전을 지원하기 위해 아일랜드 해안으로 파견되었다.
1571년부터 프로비셔는 정부 이익에 반하는 다양한 음모에 연루되었다. 그는 아마도 추밀원의 묵시적 승인을 받았을 것이며, 이는 그가 이중 스파이로 일했을 수도 있음을 시사한다. 그는 잠시 데스몬드 백작이 잉글랜드를 탈출하는 것을 돕는 계획에 연루되었고, 그 다음에는 불만을 품은 잉글랜드 용병 집단을 이끌고 스페인 왕을 위해 플러싱을 점령하려는 제안, 마지막으로 1573년에는 잉글랜드 반란군 토머스 스투클리를 붙잡는 음모에 연루되었다.
영국인명사전에 따르면, 프로비셔에 대한 최초의 직접적인 언급은 1566년 두 차례의 심문에 대한 국무기록에 나타나는데, "그가 해적선을 장비했다는 혐의" 때문이다. 1571년 8월 21일, E. 호시 선장은 포츠머스에서 버리 경에게 "M. 프로비셔를 위한 선박 장비를 신속히 처리했다"고 썼는데, 이것이 프로비셔가 왕실에 고용된 가장 초기의 언급이다. 여왕의 수석 장관이었던 버리는 1572년에 대장경이 되었다. 1571년 후반부터 1572년까지 프로비셔는 아일랜드 해안에서 해군 공무를 수행했다.

## 북서항로
16세기 대부분 동안 캐세이와 동인도 제도로 가는 북부 항로의 실현 가능성은 잉글랜드에서 논의되고 시험되었다. 1508년, 세바스찬 캐벗은 북서항로를 찾기 위한 첫 탐험 중 하나를 이끌었다. 1530년대에 로버트 손과 로저 발로우는 헨리 8세를 북극점을 직접 가로질러 중국으로 항해하려는 계획에 관심을 갖도록 시도했으나 성공하지 못했다. 1551년에는 캐세이로 가는 북동 항로를 찾기 위해 잉글랜드 상인 회사(나중에 머스코비 회사로 알려짐)가 설립되었다. 이 계획은 항로를 찾지는 못했지만 러시아와의 장기적인 무역 관계를 수립했다. 1560년대에 험프리 길버트는 북서 항로 탐색의 영향력 있는 지지자였으며, 이 아이디어를 지지하는 자세한 논문을 썼다.
프로비셔는 일찍이 1560년에 북서항로 탐색에 관심을 표명했을 수도 있지만, 그가 적극적으로 그 아이디어를 추구한 것은 훨씬 나중이었다. 1574년에 프로비셔는 "남해"(태평양)를 거쳐 캐세이로 가는 북서항로를 찾기 위한 탐험을 이끌도록 추밀원에 허가와 재정적 지원을 청원했다. 일부 위원들은 그의 제안에 흥미를 느꼈지만, 신중하게 그를 머스코비 회사에 보냈다. 이 회사는 이전에 노르웨이와 러시아의 북극 해안을 따라 북동항로를 찾기 위해 여러 탐험대를 보냈고, 동쪽으로 가는 모든 북부 해상 항로에 대한 독점권을 가지고 있었다.

### 첫 번째 항해

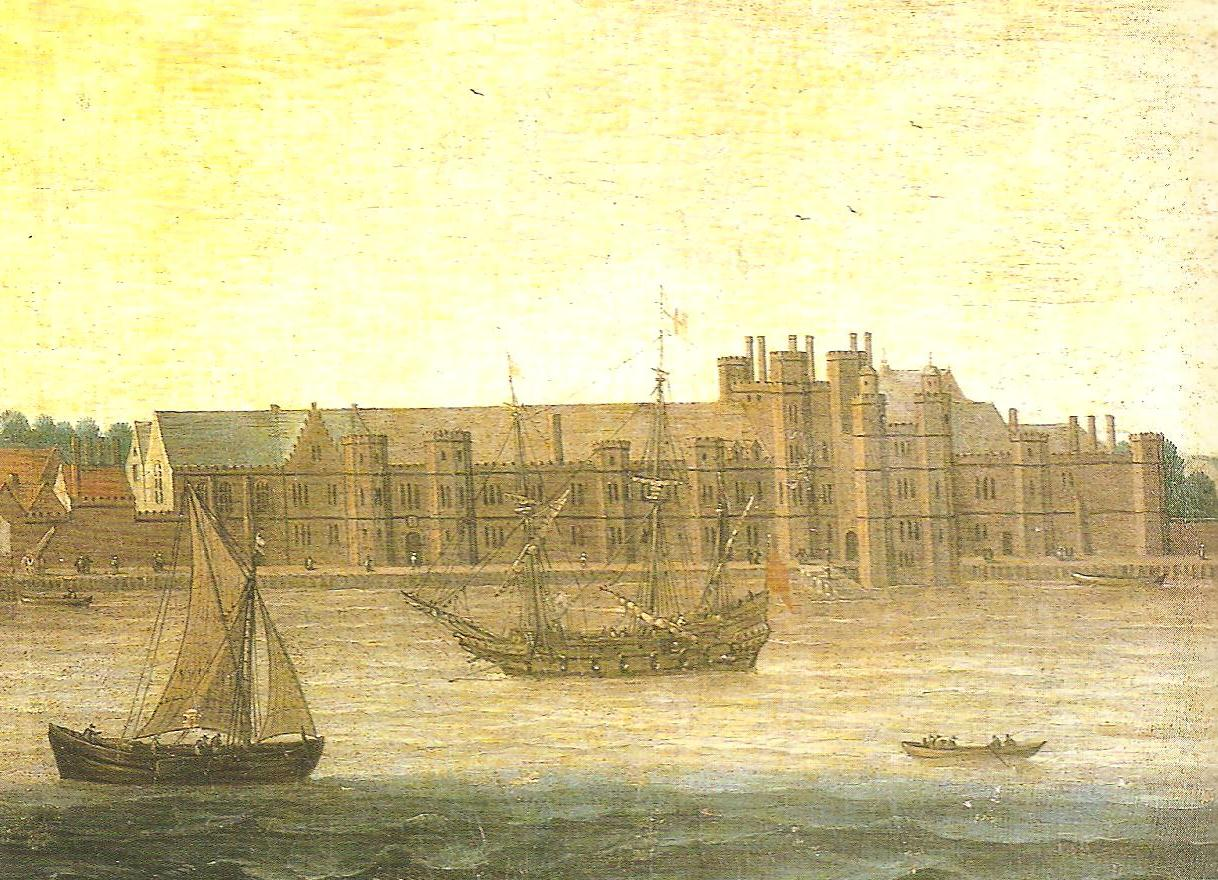
템스강 남쪽 강변에 위치한 그리니치 궁전. 엘리자베스 1세 여왕이 이 궁전의 창문에서 떠나는 배들에게 손을 흔들었다 (미상 작가).

1576년, 프로비셔는 머스코비 회사가 그의 원정대를 허가하도록 설득했다. 회사의 이사인 마이클 로크의 도움으로 (그의 영향력 있는 아버지 윌리엄 로크는 헨리 8세에게 고급 직물을 제공하는 독점적인 머서즈 면허를 가지고 있었다), 프로비셔는 세 척의 바크에 충분한 자본을 모을 수 있었다: 가브리엘과 마이클은 각각 약 20~25톤이었고, 이름 없는 10톤짜리 피나스와 총 35명의 승무원이었다. 엘리자베스 1세 여왕은 "그들의 행동이 마음에 든다"는 소식을 전했고, 배들은 1576년 6월 7일 블랙월에서 닻을 올렸다. 그들이 템스강을 따라 하류로 향할 때, 엘리자베스 여왕은 그리니치 궁전 창문에서 떠나는 배들에게 손을 흔들었고, 대포는 예포를 쏘았고 많은 사람들이 환호했다.
1576년 6월 26일, 작은 함대는 셰틀랜드 제도에 도착하여 마이클 호 선체에 생긴 누수를 수리하고 바크선 물통을 고쳤다. 그날 저녁 배들은 돛을 올리고 서쪽으로 항해를 시작하여 7월 8일까지 계속된 격렬한 폭풍이 불기 전까지 사흘간 서북서로 항해했다. 1576년 7월 11일, 그들은 그린란드 남동쪽 끝의 산을 목격했는데, 그들은 그것을 존재하지 않는 '프리슬란드'라는 섬으로 착각했다. 데이비스 해협을 건너던 중, 그들은 피나스선이 침몰하고 마이클 호가 잉글랜드로 돌아가는 또 다른 격렬한 폭풍을 만났지만, 가브리엘 호는 4일 더 항해하여 래브라도 해안이라고 믿었던 곳을 발견했다. 그 육지는 실제로는 배핀섬의 최남단이었고, 프로비셔는 그곳을 "엘리자베스 여왕의 전초기지"라고 명명했다.
며칠 후 배는 프로비셔만 어귀에 도달했고, 얼음과 바람 때문에 더 북쪽으로 여행할 수 없었으므로, 프로비셔는 북서항로 입구라고 믿었던 만을 서쪽으로 항해하기로 결정하고 그곳을 프로비셔 해협이라고 명명했다. "그곳을 통해 다른 바다로 나아갈 수 있는지" 알아보기 위해서였다. 가브리엘 호는 만의 북쪽 해안을 시야에 두면서 북서쪽으로 항해했다. 1576년 8월 18일, 버치스 섬이 발견되었고, 이를 처음 발견한 선박 목수의 이름을 따서 명명되었다. 그곳에서 탐험대는 일부 지역 이누이트족을 만났다. 이누이트족 한 명과 그 지역을 안내하기로 합의한 프로비셔는 다섯 명의 부하를 배의 보트에 태워 그를 해안으로 돌려보내면서 다른 이누이트족에게 너무 가까이 가지 말라고 지시했다. 그러나 보트 승무원들은 불복종했고, 프로비셔의 부하 다섯 명이 포로로 잡혔다.
며칠간 수색 끝에 프로비셔는 불복종한 선원들을 되찾을 수 없었고, 결국 사라진 선원들과 교환을 시도하기 위해 원주민 한 명을 인질로 잡았다. 포로가 된 원주민은 동족 이누이트와 소통하기를 거부했고, 프로비셔의 선원들은 다시는 동료들에게 목격되지 않았다. 그러나 이누이트 구전 전통에 따르면 그들은 직접 만든 배를 타고 배핀섬을 떠나려다 사망할 때까지 몇 년 동안 자발적으로 그들 사이에서 살았다고 한다.
한편, 그 지역 남자 "그는 포로가 된 것을 알자, 너무나도 분노와 경멸에 차서 혀를 두 조각으로 물어뜯었다. 그럼에도 불구하고 그는 그것으로 죽지 않고, 잉글랜드에 도착할 때까지 살았고, 그 후 바다에서 얻은 추위로 죽었다."
프로비셔는 귀향하여 10월 9일 런던에 정박했을 때 여왕으로부터 환대를 받았다. 선원들이 급하게 가져온 물건 중에는 홀섬의 배핀섬 표면에서 배의 선장 로버트 개러드가 해상 석탄으로 오인하여 발견한 "반 푼짜리 빵 크기만한" 검은 돌이 있었다. 프로비셔는 그 검은 돌을 별것 아닌 것으로 여겼지만, 새로운 영토의 소유를 나타내는 상징으로 보관했다.
마이클 로크는 프로비셔가 북극에서 런던으로 돌아왔을 때, 새로운 땅에서 가져온 첫 번째 물건으로 그 검은 돌을 자신에게 주었다고 말했다. 로크는 그 돌 샘플을 런던탑에 있는 왕실 분석관과 다른 두 명의 전문 분석관에게 가져갔는데, 모두 그것이 쓸모없는 황철석이며 금을 포함하지 않는다고 선언했다. 로크는 그 "광석"을 런던에 사는 이탈리아 연금술사 조반니 바티스타 아넬로에게 가져갔는데, 그는 그것이 금을 함유하고 있다고 주장했다. 아넬로는 광석을 세 번 분석하고 로크에게 소량의 금가루를 보여주었다. 다른 분석관들이 그들의 샘플에서 금을 찾지 못한 이유를 질문받자, 아넬로는 "자연을 달래는 방법을 알아야 한다"고 대답했다. 부정적인 보고서를 무시하고, 로크는 여왕에게 몰래 서신을 보내 고무적인 결과를 알렸고, 이 평가를 이용하여 투자자들이 또 다른 항해에 자금을 대도록 설득했다. 그 후 그 돌은 캐세이 사업의 모험가들의 강렬한 관심의 대상이 되었는데, 그들은 거기서 메타 인코그니타의 바위섬에서 얻을 수 있는 막대한 이윤의 가능성을 보았다. 아넬로가 바위에서 추출했다고 추정되는 금가루에 대한 소문이 궁정에서 런던 전역으로 퍼졌다.

### 두 번째 항해

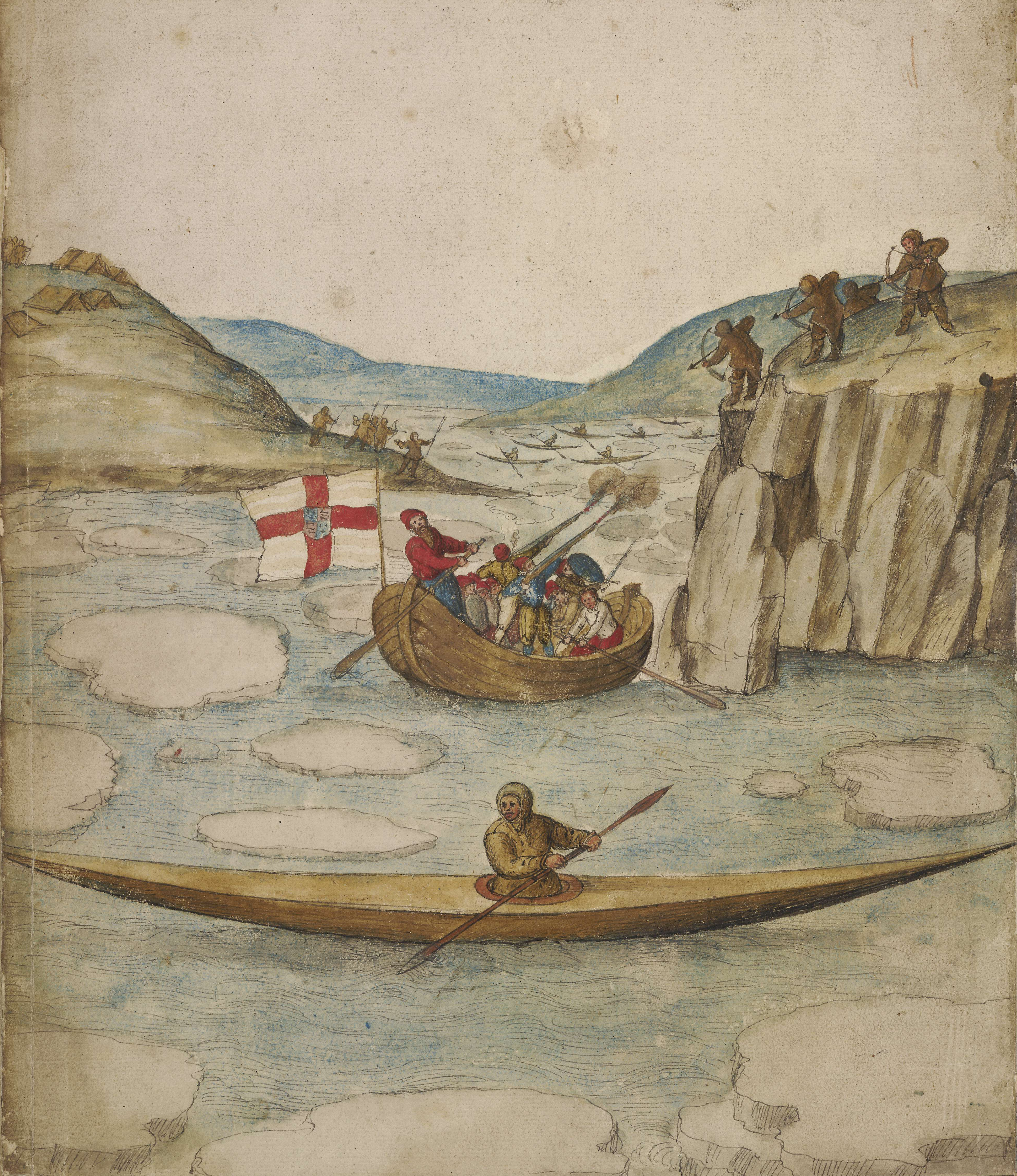
마틴 프로비셔의 부하들과 이누이트족의 소규모 전투, c. 1577–78.

1577년에 이전보다 훨씬 더 큰 규모의 원정대가 꾸려졌다. 여왕은 200톤급 선박 Aid 또는 에이드(Ayde)를 캐세이 회사에 빌려주었고(프로비셔의 전기작가 제임스 맥더못은 여왕이 이를 팔았다고 말한다) 원정대에 £1000(2020년 기준 £291,000에 해당)를 투자했다. 1577년 3월 30일 이전에 프로비셔는 여왕에게 북서부 해역의 고위 제독 및 발견된 모든 땅의 총독으로 확정하고, 무역 이익의 5%를 받도록 청원했다. 그의 요청이 허락되었는지는 알려져 있지 않다. 한편 마이클 로크는 캐세이 회사가 잉글랜드 서쪽과 북쪽의 모든 바다, 섬, 땅의 자원과 그곳에 거주하는 민족들이 생산하는 모든 상품을 독점적으로 개발할 권리를 갖는 자신만의 헌장을 여왕에게 청원하고 있었다. 프로비셔는 훨씬 더 적은 이익을 분배받을 것이었다. 로크의 요청은 무시되었고 헌장은 발행되지 않았으며 왕실 허가도 주어지지 않아, 여왕에게 이로운 기업적 모호성이 발생했다.
에이드 호 외에도, 이 원정대에는 가브리엘 호와 마이클 호가 포함되었다. 에이드 호에 탑승한 프로비셔의 부사령관은 조지 베스트 중위(나중에 세 번의 항해에 대한 가장 유익한 기록을 썼다)였고, 선장은 크리스토퍼 홀이었다. 한편 항해사 에드워드 펜턴은 가브리엘 호를 지휘했다. 잉글랜드의 저명한 학자 중 한 명인 존 디는 캐세이 회사의 사업에 지분을 취득했고, 프로비셔와 홀에게 항해 계기 사용법과 항해 수학을 가르쳤으며, 원정대가 어떤 책, 해도, 계기를 구매해야 하는지 조언했다. 함대는 1577년 5월 27일 블랙월을 떠나 템스 강을 따라 내려갔다. 외견상 추밀원의 지시에 따라 선원 90명, 포병과 목수, 정제사, 상인, 그리고 30명의 콘월인 광부 등 최대 120명의 인원을 태우고 있었다. 이 수치에는 추방되어 새로운 땅에서 광부로 사용될 죄수 집단이 포함되었다. 프로비셔는 할당된 승무원 수를 최소 20명, 많게는 40명까지 초과했다. 그러나 하위치에서 추밀원으로부터의 서신이 그를 기다리고 있었고, 그에게 초과 인원을 줄이라고 명령했다. 결과적으로 그는 5월 31일 항구에서 죄수들과 몇몇 선원들을 상륙시키고 북쪽으로 스코틀랜드로 항해했다. 함대는 1577년 6월 7일 오크니 제도의 세인트 마그누스 해협에 정박하여 물을 보급했고, 그날 저녁 닻을 올렸다. 대서양 횡단 항해에서는 좋은 날씨와 순풍을 누렸으며, 7월 4일 '프리슬란드'(남부 그린란드)가 처음으로 목격되었다. 홀과 프로비셔는 각각 배의 보트로 상륙을 시도했지만, 안개와 앞서가는 물 속의 보이지 않는 얼음에 대한 확실한 지식 때문에 다시 돌아왔다.

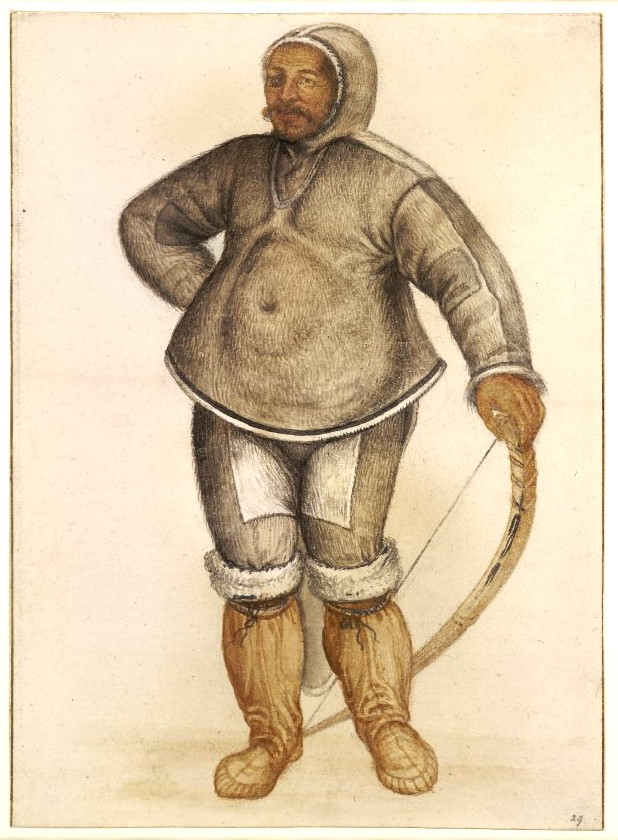
이누이트족 '칼리코프' 또는 '칼리코'. 존 화이트의 수채화.

1577년 7월 8일, 상륙할 기회가 없자 프로비셔는 서쪽으로 항로를 잡았다. 배들은 거의 즉시 심한 폭풍에 휩쓸려 흩어졌고, 각각 오랫동안 돛을 내렸다. 그들은 며칠 동안 이렇게 항해를 계속했고, 7월 17일 날씨가 맑아질 때까지 바람에 실려갔고, 함대는 다시 집결할 수 있었다. 이는 선장들의 기술을 증명하는 것이었다. 같은 날 저녁, 에이드 호에 탑승한 한 선원이 프로비셔만 어귀의 홀섬을 발견했다. 다음 날, 프로비셔와 그의 정예 병사 40명은 에이드 호의 피나스 보트를 타고 리틀 홀섬에 상륙하여 로버트 개러드가 처음 획득했던 검은 광석 샘플을 더 찾으려 했지만 아무것도 찾지 못했다. 7월 19일, 프로비셔와 그의 병사 40명은 홀섬에 상륙하여 가장 높은 지점으로 향했고, 그곳을 원정대의 주요 투자자 중 한 명인 워릭 백작을 기려 워릭 산이라고 명명했다. 그곳에서 그들은 새로운 땅의 소유를 나타내기 위해 돌무지를 쌓고 자신들의 사업 성공을 위해 진심으로 기도했다.
이제 몇 주 동안 광석을 채굴하는 데 시간을 보냈지만, 발견된 것은 거의 없었다. 프로비셔는 특히 캐세이 회사의 명령에 따라 "항로의 추가 발견을 다음 기회로 미루라"는 지시를 받았다. 이누이트족과의 협상과 약간의 교전이 많았고, 전년도에 포로로 잡힌 다섯 명의 병사를 되찾으려는 진지하지만 헛된 시도가 있었다. 원정대는 1577년 8월 23일에 잉글랜드로 귀환을 시작했고, 에이드 호는 9월 23일에 웨일스의 밀포드 헤이븐에 도착했다. 가브리엘 호와 마이클 호는 나중에 각각 브리스틀과 야머스에 따로 도착했다.
프로비셔는 배핀섬에서 강제로 잡혀온 이누이트족 세 명을 데려왔는데, 칼리초프 또는 칼리초라는 남자, 에그노크 또는 아르나크라는 여자, 그리고 그녀의 자녀 누티오크 또는 누타아크였다. 세 명 모두 잉글랜드 도착 후 얼마 지나지 않아 사망했는데, 칼리초프는 포획 중 의도치 않게 갈비뼈가 부러져 폐를 찔러 생긴 상처로 사망했다.
프로비셔는 윈저에서 여왕의 영접과 감사를 받았다. 가져온 엄청난 양의 "광석"(약 200톤)을 분석하기 위해 대대적인 준비와 상당한 비용이 소요되었다. 이로 인해 많은 시간이 걸렸고 관련 당사자들 간의 분쟁으로 이어졌다.

### 세 번째 항해

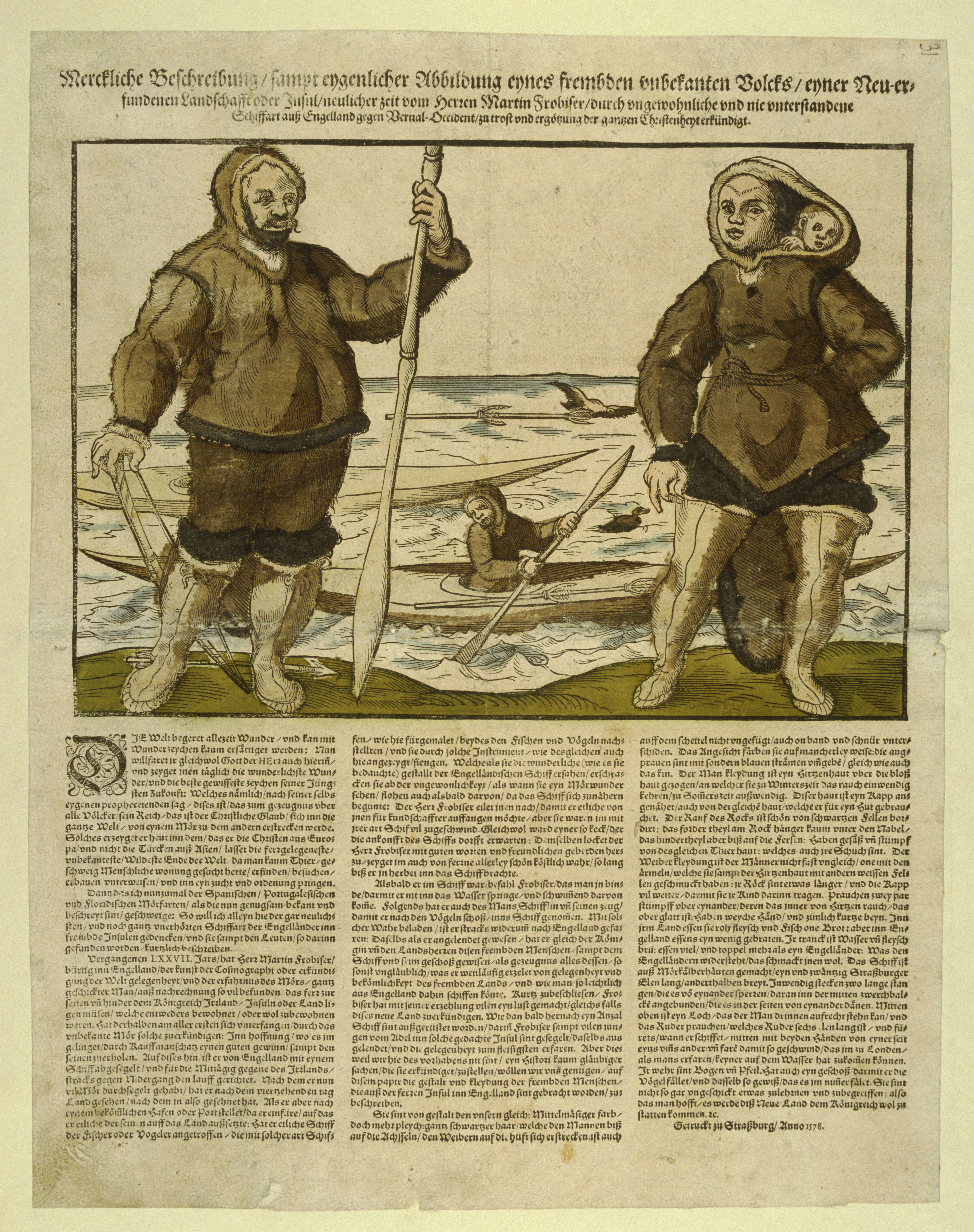
마틴 프로비셔의 세 번째 항해에 대한 독일어 인쇄물. 1577년 후반에 프로비셔가 두 번째 배핀섬 원정에서 브리스틀로 강제 송환한 세 명의 이누이트족인 칼리초, 아르나크, 그리고 그들의 자녀 누타아크가 그려져 있다.

한편, 여왕과 그녀의 수행원들은 새로 발견된 영토의 잠재적 생산성에 대한 강한 믿음을 유지했고, 여왕은 그 영토를 메타 인코그니타(라틴어: 미지의 해안)라고 이름 붙였다. 100명의 식민지를 건설하는 데 필요한 모든 것을 갖춘 사상 최대 규모의 원정대를 파견하기로 결정되었다. 프로비셔는 다시 여왕에게 영접을 받았고, 여왕은 그의 목에 고운 금 사슬을 걸어주었다.
원정대는 기함 에이드 호, 마이클 호, 가브리엘 호 외에 주디스 호, 데니스 또는 다이오니스 호, 앤 프랜시스 호, 포이의 프랜시스 호와 포이의 문 호, 레이스터의 베어 호, 입스위치의 토머스 호, 토머스 앨런 호, 아르메날 호, 웨이머스의 솔로몬 호, 호프웰 호, 브리지워터의 에마누엘 호 등 총 15척의 선박으로 구성되었다. 선박에는 400명 이상의 남자가 탑승했으며, 선원 중에는 147명의 광부, 4명의 대장장이, 5명의 분석관이 있었다.
1578년 6월 3일, 원정대는 플리머스를 떠나 해협을 지나 6월 20일 그린란드 남쪽에 도달했으며, 그곳에서 프로비셔와 그의 부하 몇 명이 상륙하는 데 성공했다. 1578년 7월 2일, 프로비셔만의 전방이 목격되었다. 폭풍우와 위험한 얼음 때문에 만남이 방해되었고, 100톤급 바크 데니스 호가 빙산에 좌초되는 원인이 되었을 뿐만 아니라, 함대를 프로비셔가 "잘못된 해협"이라고 명명한 수로로 의도치 않게 몰아넣었다. 그는 현재 허드슨 해협으로 알려진 이 해협이 프로비셔만("프로비셔 해협"이라 불렀다)보다 북서항로 입구가 될 가능성이 적다고 믿었다. 새로운 해협을 60마일 정도 나아간 후, 프로비셔는 분명히 내키지 않아 돌아섰고, 많은 어려움과 분리 끝에 함대는 마침내 프로비셔만에 정박했다. 이 항해 중 에마누엘 호는 환상의 버스섬을 발견했다고 주장했다.
정착지 건설 시도가 있었고, 많은 양의 광석이 선적되었으나, 불화와 불만으로 성공적인 식민지 건설은 이루어지지 못했다. 1578년 8월 마지막 날, 함대는 귀환 항해를 시작하여 10월 초 잉글랜드에 도착했지만, 에마누엘 호는 항해 중 아일랜드 서해안의 아르 나 카이든에서 좌초되었다. 광석은 다트퍼드의 파우더 밀 레인에 특별히 건설된 제련소로 옮겨졌다. 5년 동안 금을 추출하려는 꾸준한 노력과 추가 분석이 이루어졌지만, 광석은 각섬석을 포함한 가치 없는 암석으로 판명되었고, 결국 도로 포장재와 벽 건설에 재활용되었다. 캐세이 회사는 파산했고 마이클 로크는 여러 번 채무자의 감옥에 갇히는 등 몰락했다.

## 잉글랜드-스페인 전쟁

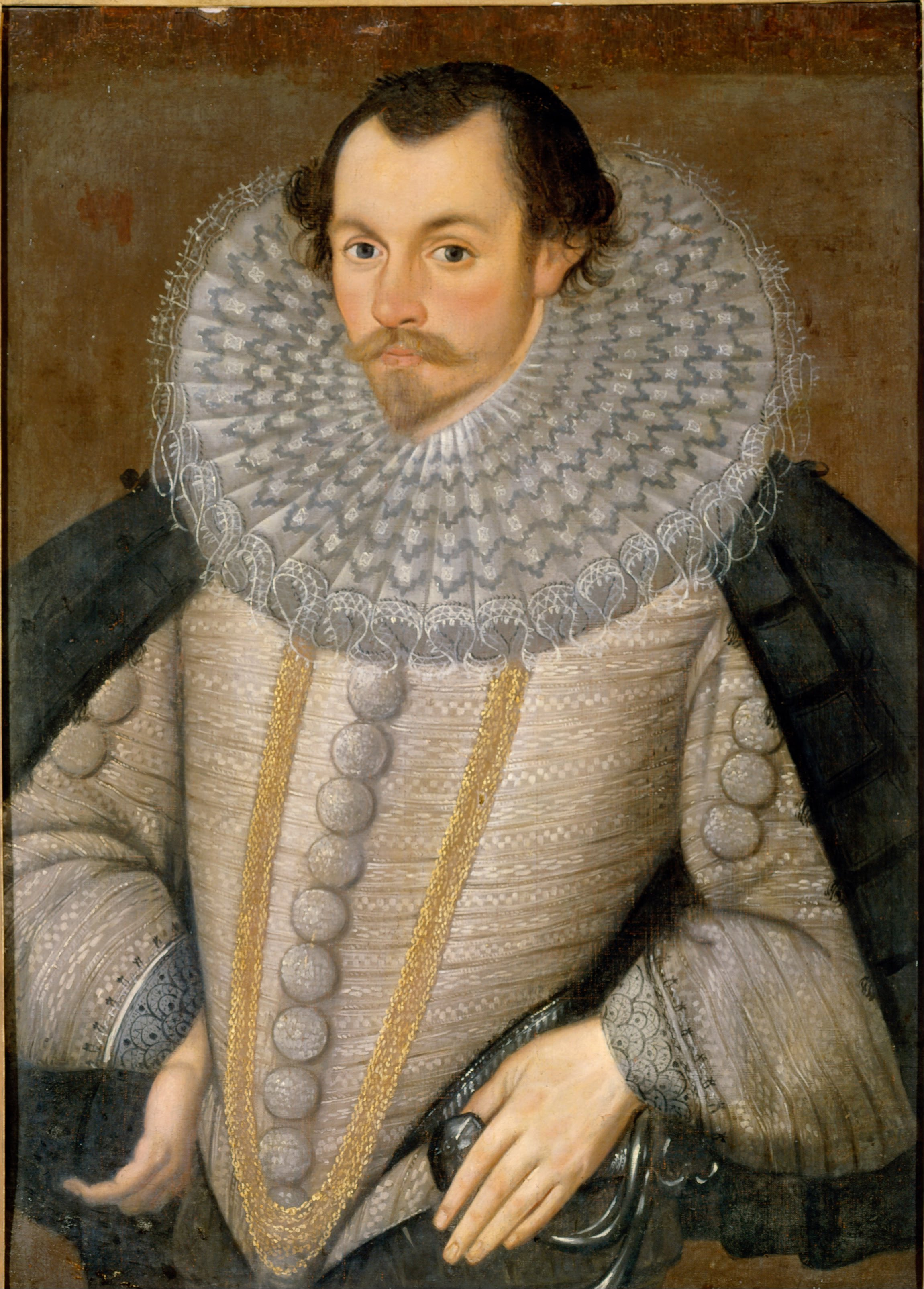
이 초상화의 인물은 전통적으로 프로비셔로 식별되어 왔지만, 일부 의견 불일치가 있다. (영국 학파, 덜위치 픽처 갤러리)

캐세이 회사 사업의 재앙적인 결과로 모험가-탐험가로서의 명성이 손상되고 더 이상 그 분야의 서비스가 필요하지 않다는 것을 알게 된 프로비셔는 다른 일자리를 찾았다. 그는 북극 사업의 주요 주주이자 여왕이 가장 신뢰하는 해군 사령관 중 한 명인 윌리엄 윈터 경에게 지원했다. 윌리엄 윈터 경은 잉글랜드 왕실에 대한 데스몬드 반란을 진압하기 위해 아일랜드로 네 척의 중무장 함대를 이끌고 있었다. 프로비셔는 포사이트 호의 선장으로 임명되어 1580년 3월 초에 항해했다. 11월에는 딩글 반도의 스머윅 포위전에 참가했는데, 이곳은 케리주 남서쪽 해안에 위치한 바위투성이 곶으로, 2년 전 에마누엘 호가 난파되었던 곳이었다.
프로비셔는 프랜시스 드레이크와 함께 1585년 스페인 항구 및 선박 공격에 참가하여 여왕에 의해 드레이크 함대의 부제독으로 임명되었으며, 그의 기함은 프리머스 호였다. 항해가 시작된 직후 프로비셔는 드레이크의 자문단에 선별되어 합류했다(크리스토퍼 칼레일, 니콜스, 페너와 함께). 1588년 7월 20일, 무적함대는 갈리시아의 코루냐를 출항하여 파르마 공작이 이끄는 플랑드르군을 호위하여 잉글랜드를 침공했다. 프랜시스 월싱엄 경은 그날 함대가 해협 어귀에서 목격되었다고 화이트홀에 보고했다. 두 해군이 처음 교전했을 때, 프로비셔는 영국 왕립 해군의 최대 함선인 트라이엄프를 지휘하며 머천트 로열, 마가렛 앤 존, 센투리온, 골든 라이온, 메리 로즈 함선들을 이끌었다.

### 무적함대
전쟁 회의 후, 하워드 경, 함대 사령관은 잉글랜드 함대를 네 개의 비행대(squadron)로 재편성했다. 프로비셔는 이 중 하나의 지휘관이 되어 트라이엄프 호를 맡았으며, 멀그레이브 초대 백작 에드먼드 셰필드의 화이트 베어 호, 서퍽 초대 백작 토머스 하워드의 골든 라이온 호, 로버트 사우스웰 (1598년 사망) 경의 엘리자베스 조나스 호를 모두 중무장시켰다. 1588년 7월 21일 아침, 트라이엄프 호의 프로비셔, 리벤지 호의 드레이크, 빅토리 호의 호킨스는 스페인 방어 진형의 해안 쪽 날개를 공격하여 무적함대 부제독인 후안 마르티네스 데 레칼데의 배 산 후안 데 포르투갈 호에 피해를 입히고 비스카이아 비행대의 갈레아차에 의해 구조되도록 강요했다. 같은 날 늦게 프로비셔와 호킨스는 안달루시아주 비행대 사령관 페드로 데 발데스와 교전했는데, 그는 다음날 아침 드레이크가 그들을 도우러 올 때까지 자신의 배 누에스트라 세뇨라 델 로사리오를 포기하지 않았다. 이는 그의 라이벌인 프로비셔에게 큰 당혹감을 안겨주었다. 사흘 후, 잉글랜드 함대는 헨리 시모어 경 (해군 사령관)의 35~40척의 해협 순찰대에 의해 증강되었고, 프로비셔는 새로 편성된 비행대의 지휘를 맡았다.

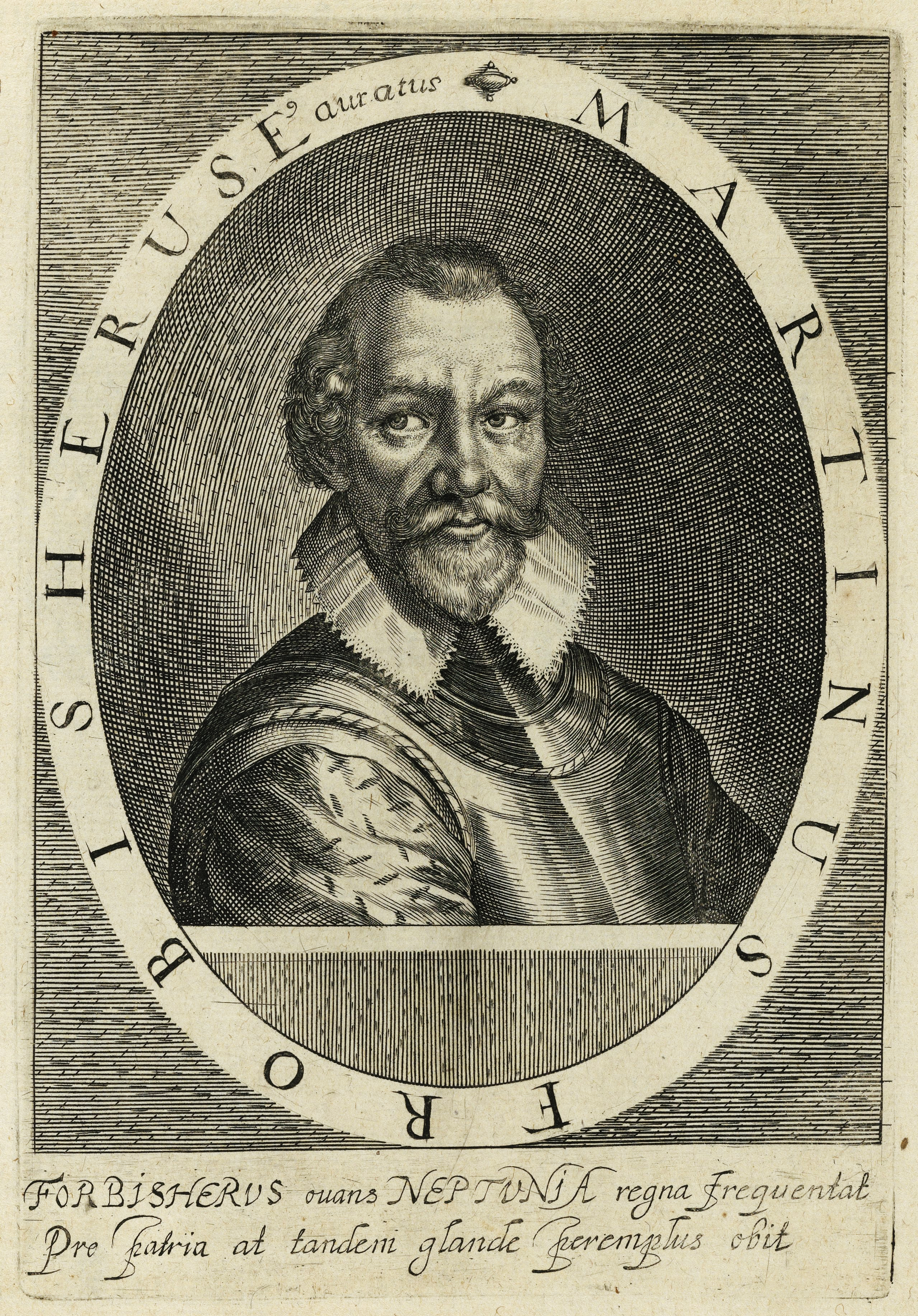
그의 사망 20년 후, 이 프로비셔 초상화는 저명한 잉글랜드인들의 새겨진 초상화 모음집인 헤롤로기아 앙글리카(1620)를 위해 제작되었다.

1588년 7월 25일 새벽, 프로비셔의 전대(戰隊)는 해안에 가까이 있었는데, 그날 아침 무적함대 중 유일하게 육지 쪽에 있었다. 바다는 잔잔했고, 그는 메디나 시도니아 공작 알론소 페레스 데 구스만의 기함 산 마르틴 호와 교전하여 며칠 전처럼 또다시 강타했다. 그러나 남서쪽에서 바람이 불어와 몇 척의 스페인 갤리온선이 움직여 기함을 구했다. 다른 잉글랜드 함선들은 제때 후퇴했지만, 트라이엄프 호는 아일오브와이트주의 더노스곶 앞바다 풍하측 해안에 갇혔고, 30척 이상의 무적함대 선박들이 그에게 돌격했다. 프로비셔는 배를 잘 조작하여 트라이엄프 호를 움직였고, 바람이 다시 바뀌어 우위를 점할 수 있게 되면서 간신히 탈출했다.
프로비셔는 1588년 7월 26일 하워드 경의 기함 아크 로열에서 셰필드, 토마스 하워드, 호킨스와 함께 용맹함으로 기사 작위를 받았다. 이틀 후 잉글랜드군은 정박 중인 무적함대 한가운데로 8척의 화공선을 발사하여 함장들이 닻을 끊도록 강요했다. 결정적인 전투는 1588년 7월 29일 그라블린 연안의 여울에서 벌어졌는데, 프로비셔, 드레이크, 호킨스가 스페인 함선에 포격을 가했다. 드레이크는 리벤지 호에서 메디나 시도니아의 기함 산 마르틴 호에 전면 현측포를 발사했고, 토마스 페너는 논파레일 호에서 그의 뒤를 따랐으며, 드레이크 전대의 나머지 함선들도 마찬가지였다. 그럼에도 불구하고 산 마르틴 호는 큰 손상을 입지 않았지만 선원들은 심한 인명 피해를 입었다. 드레이크는 리벤지 호 뒤에 일렬로 늘어선 전대와 함께 북동쪽으로 물러났고, 지나가면서 근처의 다른 스페인 함선들과 교전했다. 잉글랜드군 전열에서 바로 그의 뒤에 있던 프로비셔는 산 마르틴 호와 근접 사격을 유지하며 그녀의 참나무 측면에 포탄을 퍼부었지만, 그녀를 점령하지 못했다. 스페인 함선 5척이 손실되었다.
스페인 함대에 대한 이 패배 이후, 리벤지 호는 스페인 선박을 괴롭히는 데 관여했으며, 1590년에 프로비셔가 스페인 보물선을 가로채는 노력을 지휘할 때 그의 기함이었다.

## 말년
1590년, 프로비셔는 그의 고향 앨토프츠를 방문했고, 영국 귀족과 요크셔 백작의 지주 귀족 집에서 귀빈으로 환영받았다. 그는 특히 토마스 웬트워스 남작의 딸 도로시 웬트워스(1543년 ~ 1601년 1월 3일)에게 특별한 관심을 기울였는데, 그녀는 입스위치의 폴 위티풀의 사망으로 최근에 과부가 되었다. 10월 이전에 그녀는 프로비셔의 두 번째 아내가 되었다. 1591년 11월, 그는 여왕으로부터 요크셔의 위트우드 장원에 대한 임대권을 명시되지 않은 금액으로, 노팅엄셔주의 피닝글리 그레인지를 £949(2020년 기준 £245,000에 해당)에 구입했는데, 이곳은 매터시 수도원 소유였다. 프로비셔는 위트우드를 그의 주요 거주지로 삼아 새로이 지주로서의 지위에 걸맞게 행동했지만, 시골 생활을 즐길 여유는 거의 없었다.
다음 해 프로비셔는 스페인 해안을 봉쇄하고 스페인 보물 함대와 합류하기 위해 파견된 잉글랜드 함대의 지휘를 맡았다. 이 함대는 여왕, 컴벌랜드 제3대 백작 조지 클리포드, 월터 롤리 경과 그의 형제, 그리고 존 호킨스를 포함한 투자자들의 자금으로 꾸려졌다. 롤리와 컴벌랜드는 원정의 주요 주최자였으며, 2월 28일 롤리가 원정 지휘를 위임받았다. 그러나 여왕은 현재 가장 좋아하는 사람을 바다로 보내기를 꺼려했고, 그는 해상 생활을 크게 좋아하지 않고 함대 지휘 경험도 없었기 때문에 프로비셔가 그의 자리를 대신하도록 추천했다. 함대는 두 개 사단으로 나뉘었으며, 프로비셔의 전대(戰隊)는 더 벌링스 근처 포르투갈 해안을 순찰했고, 존 버그 경(보로)과 존 노턴의 전대는 아소르스 제도로 항해하여 풍부한 전리품인 마드레 데 데우스 호를 나포했는데, 이 소식을 들은 프로비셔는 매우 당혹스러워했다.
1594년 9월, 프로비셔는 모를레 포위전에서 함대를 이끌고 도시를 함락시켰다. 다음 달 그는 브레스트 (프랑스) 포위전과 구원 작전에서 함대를 이끌었으며, 크로존 요새 포위전 중 허벅지에 총상을 입었다. 총알을 제거한 외과의사가 솜을 남겨두어 감염이 발생했고, 결국 11월 22일 플리머스에서 사망했다. 그의 심장은 플리머스 세인트 앤드류스 교회에 묻혔고, 그의 시신은 런던으로 옮겨져 포레 스트리트의 성 자일스 크리플게이트 교회에 묻혔다.

## 유산

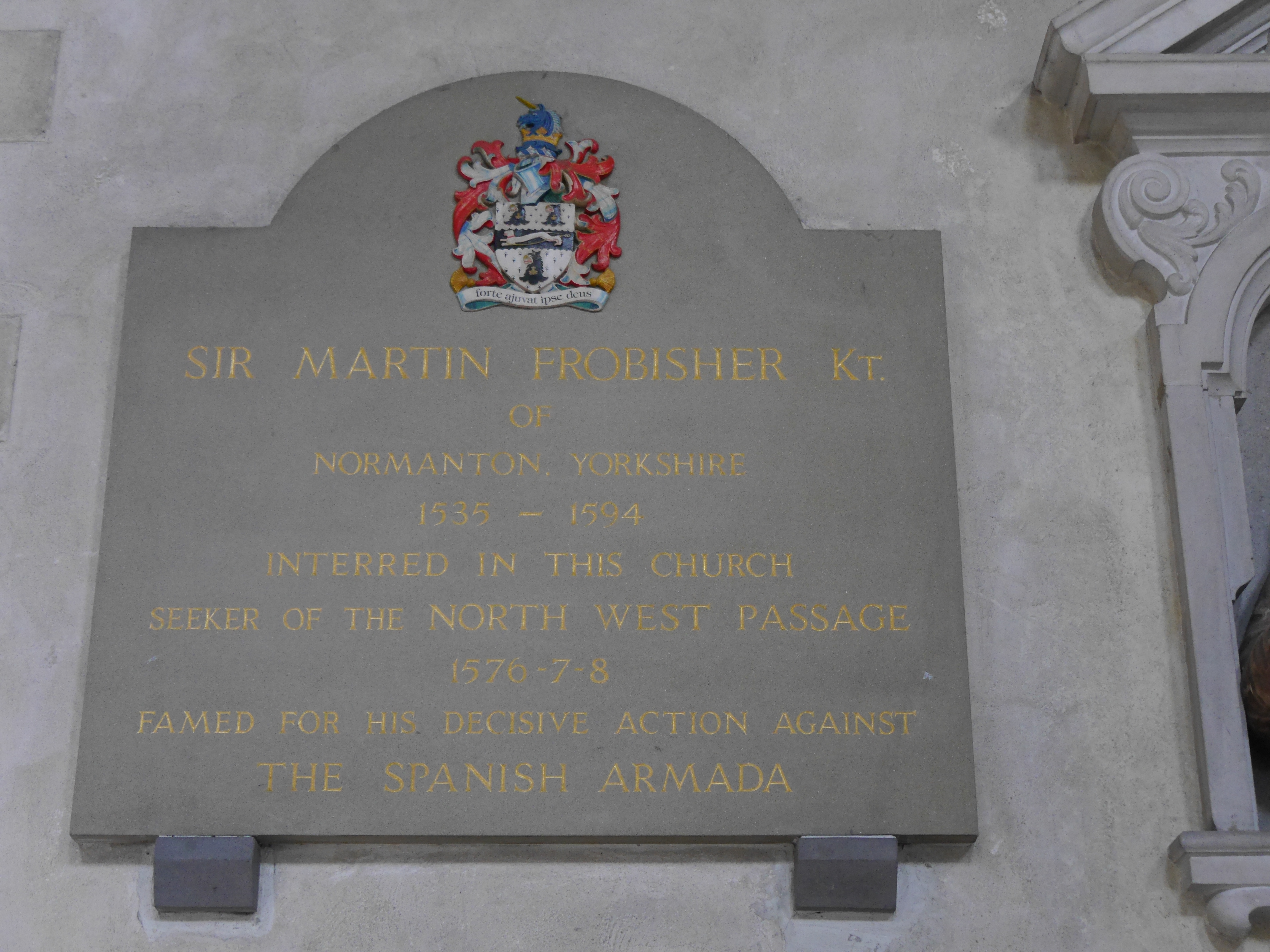
런던 성 자일스 크리플게이트 교회의 명판

### 영국
파커급 소함대장 구축함은 건조 중 HMS 프로비셔로 명명되었으나, 1915년 진수 시 HMS 파커로 명명되었다. 1921년 폐기되었다.
영국 왕립 해군의 호킨스급 순양함 HMS 프로비셔는 그의 이름을 따서 명명되었다. 이 함선은 1915년에 주문되었고 1949년에 폐기되었다.
SR 로드 넬슨급 증기 기관차는 그의 이름을 따서 명명되었다.
런던 바비칸 에스테이트의 일부인 프로비셔 크레센트는 프로비셔의 이름을 따서 명명되었다.
그를 기리는 스테인드글라스 창문은 웨스트 요크셔의 앨토프츠 근처 올 세인츠 교회에 있다.
앨토프츠의 마틴 프로비셔 유아 학교는 그의 이름을 따서 명명되었다.
노샘프턴셔의 스프라턴 홀 학교에 있는 네 개의 기숙사 중 하나가 그의 이름을 따서 명명되었다.
그의 초상화는 노먼턴 철도역에서 찾을 수 있다.
로치데일 해군 사관학교 훈련소인 프로비셔 II 훈련선은 그의 이름을 따서 명명되었다.

### 캐나다

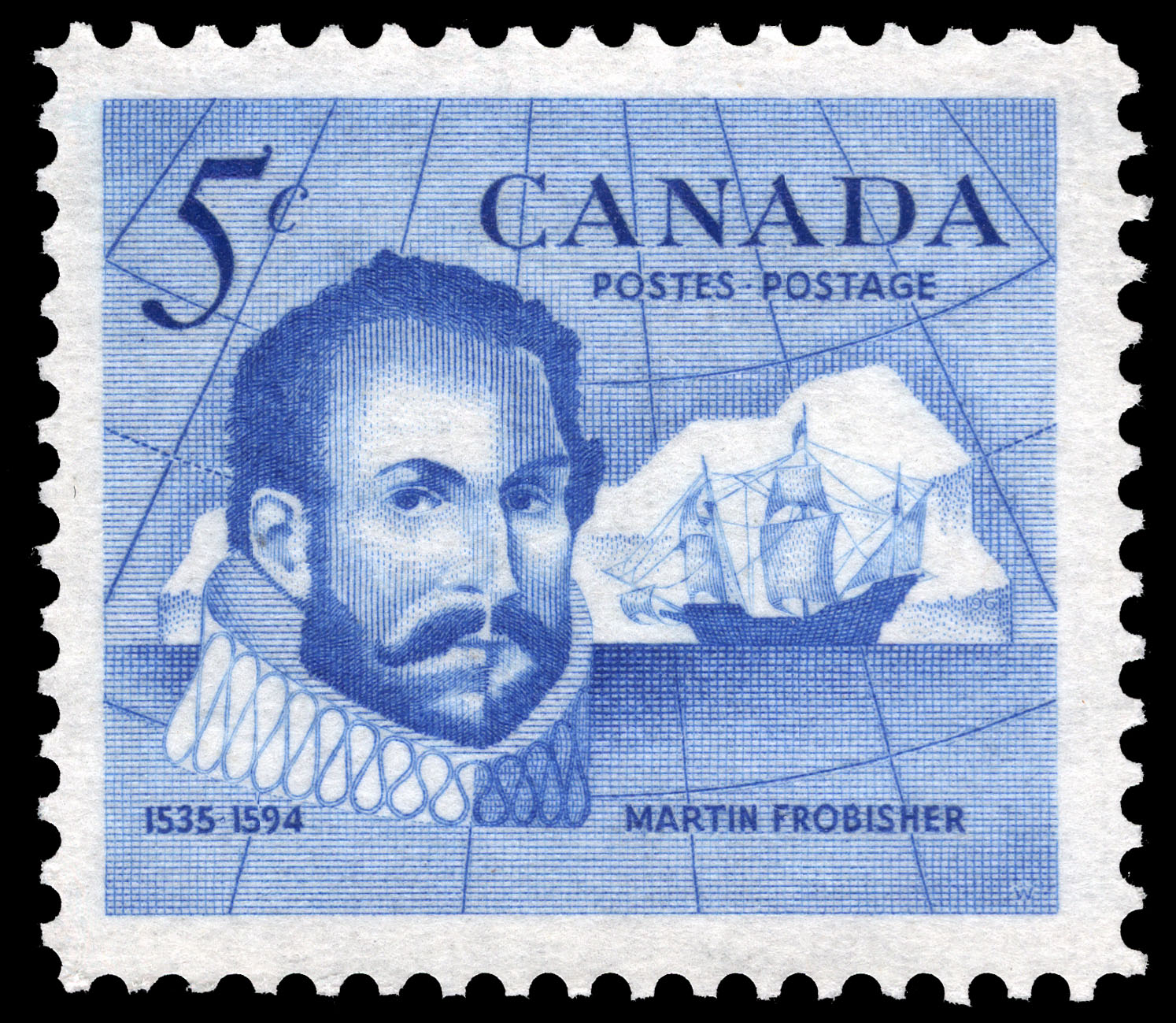
1963년 발행된 캐나다 기념 우표

누나부트 준주의 프로비셔만은 그의 이름을 따서 명명되었다. 이곳은 1942년부터 1987년까지 누나부트의 수도인 이칼루이트의 옛 이름이기도 했다. 이 도시의 공항은 1942년부터 1963년까지 프로비셔만 공군 기지였고, 1963년부터 1987년까지 프로비셔만 공항이었다가 이칼루이트 공항으로 개명되었다.
추수감사절의 초기 버전은 북서 항로를 찾는 데 실패한 후 프로비셔 함대가 뉴펀들랜드에 안전하게 상륙한 후 기념되었다.
덩굴장미 한 품종이 마틴 프로비셔의 이름을 따서 명명되었다.
서스캐처원 북부와 남부에 각각 있는 작은 마을 프로비셔와 프로비셔 호수.

### 대중문화에서
그는 시 호크의 조연으로 등장하며, 로버트 워릭이 연기했다.

## 같이 보기
- 극지 탐험
- 북극 탐사 목록

## 참고 문헌
- Baldwin, R.C.D. (2008년 1월 3일). 〈Schütz, Christopher (1521–1592)〉. 《옥스포드 영국 인명 사전》 온라인판. 옥스포드 대학교 출판부. doi:10.1093/ref:odnb/75999. (Subscription 또는 UK 공공도서관 회원 필수.)
- Bennell, John (2008년 1월 3일). 〈Kranich, Burchard [known as Dr Burcot] (d. 1578)〉. 《옥스포드 영국 인명 사전》 온라인판. 옥스포드 대학교 출판부. doi:10.1093/ref:odnb/52152. (Subscription 또는 UK 공공도서관 회원 필수.)
- Coote, Charles Henry (1889). 〈Frobisher, Martin〉.   Stephen, Leslie. 《영국인명사전》 20. 런던: Smith, Elder & Co. 281–284쪽.
- Hogarth, Donald D.; Loop, John (1986). 《Precious Metals in Martin Frobisher's "Black Ores" from Frobisher Bay, Northwest Territories》 (PDF). 《Canadian Mineralogist》 24. 259–63쪽.
- Kelsey, Harry (2009년 10월 8일). 〈Drake, Sir Francis (1540–1596)〉. 《옥스포드 영국 인명 사전》 온라인판. 옥스포드 대학교 출판부. doi:10.1093/ref:odnb/8022. (Subscription 또는 UK 공공도서관 회원 필수.); 틀:DNBfirst
- Lemon, Robert, 편집. (1856). 《Calendar of State Papers, Domestic Series, of the Reigns of Edward VI, Mary, Elizabeth, 1547–1580》. London: Longman, Brown, Green. 543쪽.
- McDermott, James (1999). 〈A Right Heroicall Heart〉.   Symons, Thomas H. B. 《Meta Incognita》 1. Quebec: Canadian Museum of Civilization. 55–118쪽. ISBN 066017507X.
- McDermott, James (2001a). 《Martin Frobisher: Elizabethan Privateer》. Yale University Press. ISBN 978-0-300-08380-4.
- McDermott, James (2001b). 《The Third Voyage of Martin Frobisher to Baffin Island, 1578》. Hakluyt Society. ISBN 978-0-904180-69-5.
- McDermott, James (2004년 9월 23일). 〈Lok, Michael (c.1532–1620x22)〉. 《옥스포드 영국 인명 사전》 온라인판. 옥스포드 대학교 출판부. doi:10.1093/ref:odnb/16950. (Subscription 또는 UK 공공도서관 회원 필수.); 틀:DNBfirst
- McDermott, James (2005). 《England and the Spanish Armada: The Necessary Quarrel》. Yale University Press. ISBN 978-0-300-10698-5.
- McDermott, James (2015년 5월 28일). 〈Frobisher, Sir Martin〉. 《옥스포드 영국 인명 사전》 온라인판. 옥스포드 대학교 출판부. doi:10.1093/ref:odnb/10191. (Subscription 또는 UK 공공도서관 회원 필수.); 틀:DNBfirst
- McGhee, Robert (2001). 《Arctic Voyages of Martin Frobisher: An Elizabethan Adventure》. McGill-Queen's University Press. ISBN 978-0-7735-6950-8.
- Stefansson, Vilhjalmur (1938). 《The Three Voyages of Martin Frobisher》 II. London: Argonaut Press.

## 더 읽어보기
- Fitzhugh, William W.; Olin, Jacqueline S., 편집. (1993). 《Archeology of the Frobisher Voyages》. Smithsonian Institution Press. ISBN 1560981717.
- Hoffman, A. (1977). 《Lives of the Tudor Age》. New York: Barnes & Noble. ISBN 978-0-0649-4331-4.
- Neatby, L.H. (December 1983). 《Martin Frobisher (ca. 1540–1594)》 (PDF). 《Arctic》 36. 374–375쪽. doi:10.14430/arctic2295.[깨진 링크(과거 내용 찾기)]
- Payne, Edward John, 편집. (1900). 《Voyages of the Elizabethan Seamen to America》 seco판. Oxford.